# Nogometni Klub Celje
El Nogometni Klub Celje és un club de futbol eslovè de la ciutat de Celje.

## Història
Evolució del nom:
- 1919: SSK Celje
- 1946: NK Kladivar
- 1991: NK Publikum Celje
- 2007: NK Celje

## Palmarès
- Copa eslovena de futbol (1):
  - 2004/05